# 安倍鉱業ボタ山崩落事故
安倍鉱業ボタ山崩落事故（あべこうぎょうボタやまほうらくじこ）は、長崎県佐世保市木場の安倍鉱業所佐世保炭鉱において1955年4月16日と翌17日の2度、ボタ山が崩落した事故である。麓にあった炭鉱住宅6棟、住宅11棟が埋没し、6棟23世帯の73人が死亡した。

## 概要
事故当日は西日本一帯が豪雨に見舞われ、福岡管区気象台では開設以来66年ぶりの雨量を記録していた。この雨で大量の水分を含んで脆くなったボタ山が高さ50m、長さ200m、幅30mにわたって崩落し、約100m離れた炭坑住宅6棟45世帯が土砂に飲まれた。
すぐに救助活動が開始されたが、翌17日午前2時過ぎに2度目の崩落が発生。新たに住宅4棟と事務所1棟、救助の人員が巻き込まれた。
警察や消防の他、陸上自衛隊大村部隊竹松工作隊から150名、海上自衛隊佐世保地方総監針尾駐在部隊から50名が出動して徹夜で救助作業が行われたが、2度の崩落により小学生16人、幼児16人を含む73名が死亡、176世帯722人が家屋を失った。